# Nico Arzbach
Nico Arzbach (1953) is een Nederlands gitarist en grafisch ontwerper. Arzbach speelde in de Zaanse band Stampei en was daarna in 1981 één van de oprichters van De Dijk. Hij schreef, net als de andere leden van de band, de muziek voor diverse nummers van De Dijk en verzorgde ook de achtergrondzang. 
Als grafisch ontwerper ontwierp hij de hoezen van veel albums van De Dijk maar ook de hoes van het album De Jacht van Tröckener Kecks.
Tijdens een sabbatical van De Dijk in 2012 vormt Arzbach samen met saxofonist Roland Brunt en tekstschrijver Peter Smit het trio Arzbach, Brunt & Smit. Ze maken samen 2 cd's.